# Feitosa (Portugal)
Feitosa es una freguesia portuguesa del concelho de Ponte de Lima, con 3,07 km² de superficie y 828 habitantes (2001). Su densidad de población es de 269,7 hab/km².